# 9·13 사건
9·13 사건(중국어: 九一三事件)은 1971년 9월 13일 오전 3시에 중국 공산당 부주석인 린뱌오와 부인인 예췬이 몽골 인민공화국에서 항공기 추락으로 사망한 사건이다. 사건발생 3년 뒤인 1973년 중화인민공화국은 린뱌오가 마오쩌둥 주석에 대한 역모를 꾀했다고 주장했으나, 외교관들 사이에서는 다양한 이유로 부정되었다.

## 수사

### 몽골 인민공화국의 수사
몽골 인민공화국의 수사팀이 가장 먼저 수사에 착수했다. 몽골 인민공화국 외교관들과 수사관들은 린뱌오 가족의 신원을 확인했으며, 항공기 추락이 사망 원인임을 밝히고 린뱌오와 그의 가족들의 시신을 매장해 주었다.
린뱌오 부주석의 매장 이후 몽골 인민공화국은 중화인민공화국과 사고현장 합동조사를 실시했는데 항공기 추락의 원인은 연료 부족이었음이 밝혀졌다.

### 중화인민공화국의 수사
중화인민공화국은 몽골 인민공화국과 합동 수사 결과를 바탕으로 기타 사고요인이 랜딩기어나 날개 플랩이 오작동했을 가능성이 있다고 추론했다. 수사 종료 이후 저우언라이 총리는 내부 화재의 가능성을 염두해 두어야 한다고 주장했다.

### 소련의 불법 수사
1972년 소련의 KGB는 몽골 인민공화국에 무단 침투하여 린뱌오와 그의 가족들의 시신을 도굴, 훼손하였다. KGB는 린뱌오가 소련으로 망명하려 했다고 주장하였다.

## 같이 보기
- 2023년 트베리주 항공기 추락 사고